# Вавилов (лунный кратер)
Кратер Вавилов (лат. Vavilov) — большой молодой ударный кратер находящийся в экваториальной области обратной стороны Луны. Название присвоено в честь российского и советского учёного-генетика, ботаника, селекционера, географа, академика АН СССР, АН УССР и ВАСХНИЛ Николая Ивановича Вавилова (1887—1943) и советского физика, основателя научной школы физической оптики в СССР, академика и президента АН СССР Сергея Ивановича Вавилова (1891—1951). Название утверждено Международным астрономическим союзом в 1970 г. Образование кратера относится к коперниковскому периоду.

## Описание кратера

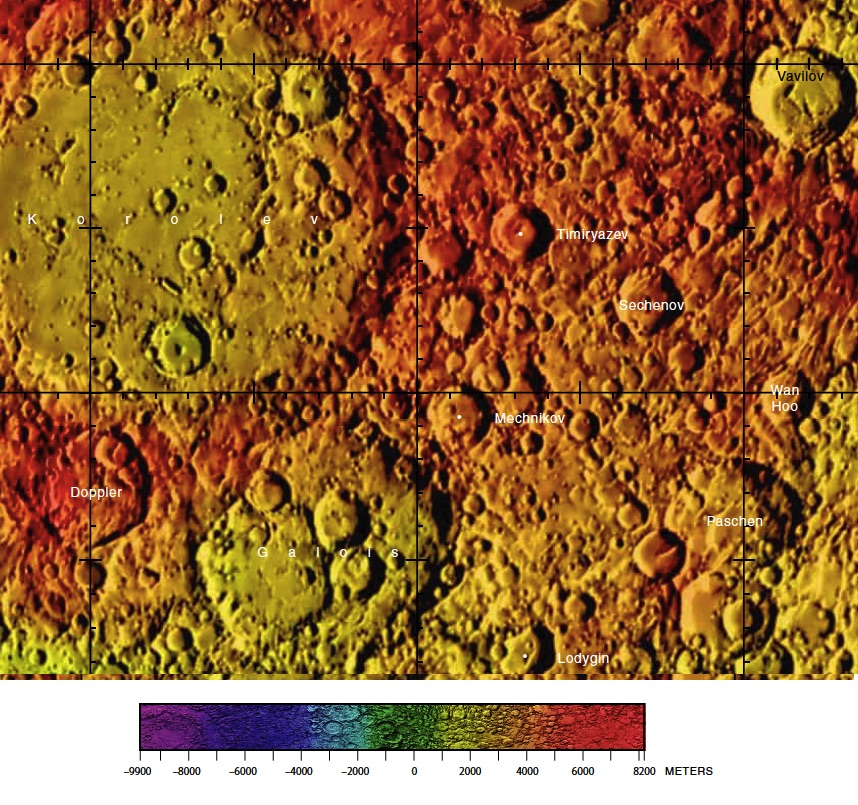
Окрестности кратера Вавилов. Фрагмент карты обратной стороны Луны.

Ближайшими соседями кратера являются крупный кратер Чосер на северо-западе; гигантский кратер Герцшпрунг на востоке; крупные кратеры Сеченов и Тимирязев на юго-западе. Селенографические координаты центра кратера 0°52′ ю. ш. 138°46′ з. д. / 0,87° ю. ш. 138,77° з. д., диаметр 98,2 км, глубина 2,85 км.
В связи с небольшим возрастом кратер практически не подвергся разрушению. Вал кратера имеет близкую к циркулярной формы с двумя выступами в юго-восточной части. Внутренний склон вала сохранил следы террасовидной структуры, особенно в юго-восточной части. Высота вала над окружающей местностью 1470 м, объем кратера составляет приблизительно 9500 км³. Дно чаши кратера сравнительно ровное, место центрального пика занимает хребет смещенный к западу от центра чаши. Состав центрального хребта габбро-норито-троктолитовый анортозит с содержанием плагиоклаза 85-90 % (GNTA1) и 80-85 % (GNTA2); анортозитовый габбро-норит (AGN) и анортозит. В юго-восточной части чаши находятся невысокие холмы.
Кратер имеет слабо различимую систему лучей, начинающуюся на расстоянии равном трети диаметра кратера от внешнего откоса вала и простирающуюся во всех направлениях на расстояние равное нескольким диаметрам кратера.

## Сателлитные кратеры
| Вавилов | Координаты                                            | Диаметр, км |
| ------- | ----------------------------------------------------- | ----------- |
| D       | 0°02′ с. ш. 137°29′ з. д. / 0,03° с. ш. 137,48° з. д. | 96,2        |
| K       | 5°15′ ю. ш. 136°29′ з. д. / 5,25° ю. ш. 136,48° з. д. | 25,6        |
| P       | 3°40′ ю. ш. 140°40′ з. д. / 3,67° ю. ш. 140,67° з. д. | 22,7        |

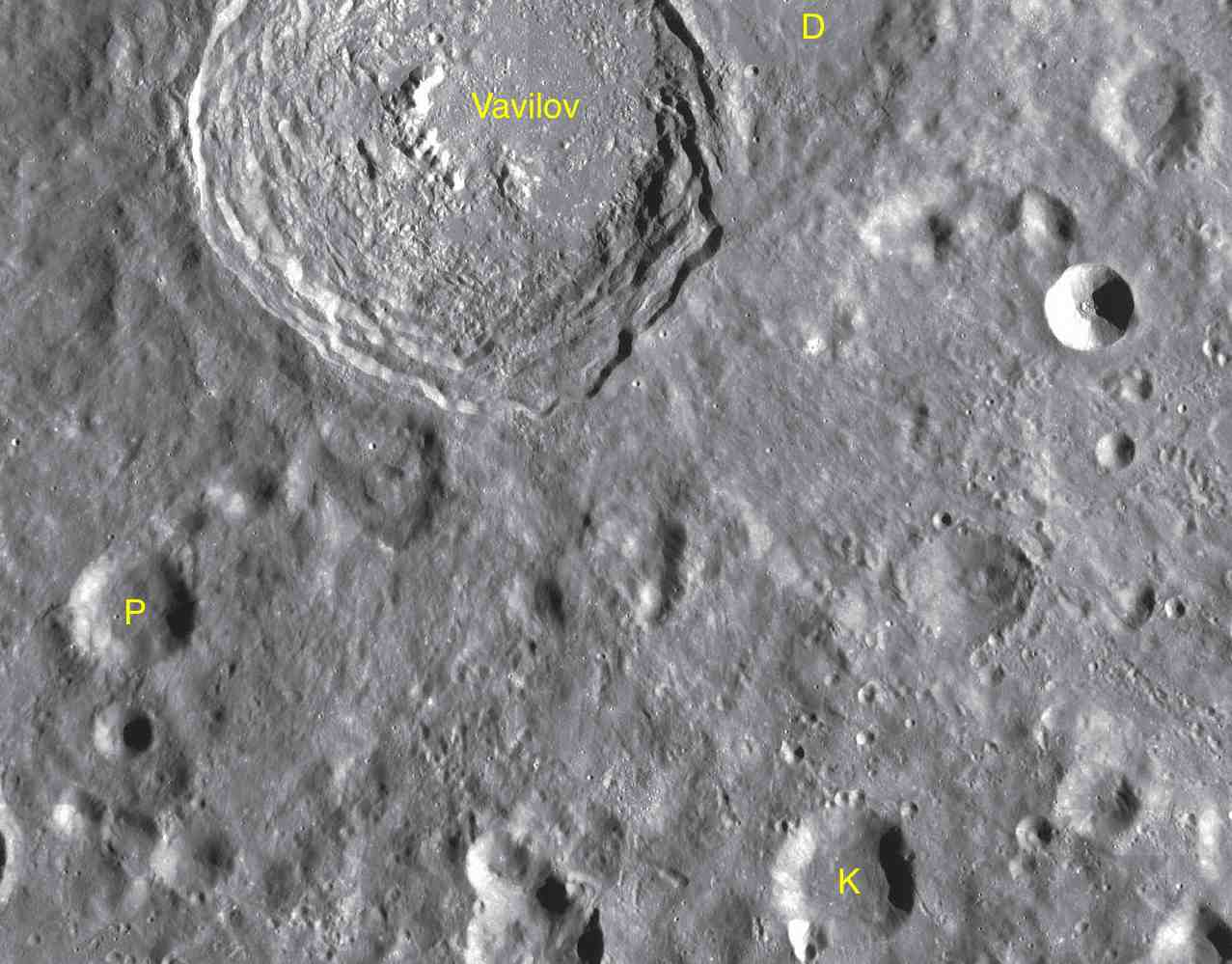
Фрагмент карты LAC-88.

- Образование сателлитного кратера Вавилов D относится к нектарскому периоду[5].